# Вернигора Леонід Михайлович
Леоні́д Миха́йлович Верниго́ра (20 жовтня 1939, Решетилівка) — український прозаїк, публіцист, поет-пісняр, народний депутат України 2 та 4 скликань. 
Народився 20 жовтня 1939. Закінчив Харківський технікум промислового господарства, Київський інститут народного господарства та Вищу партійну школу при ЦК КПУ. Голова Полтавської обласної ради профспілок.

## Літературна діяльність
Автор збірок повістей та оповідань «Гарячий серпень», «Теплий дощ у дорогу», «Дрова на зиму», повісті «А жито половіє», роману «Вічне поле», поетичних збірок «Не розгубіть підкови, мої коні», «Відступ у майбутнє», «Присягаюсь тобі, Полтаво», «До Вас іду…», «Дозвольте Вам освідчитись в коханні».

## Політична діяльність
З липня 1994 по 1998 — Народний депутат України 2-го скликання. Позапартійний. Член Комітету з питань соціальної політики та праці.
З квітня 2002 по березень 2006 — Народний депутат України 4-го скликання, обраний за списками Соціалістичної партії України. Голова підкомітету з питань державного соціального страхування та соціального партнерства Комітету з питань соціальної політики та праці

## Нагороди
Нагороджений орденом За Заслуги ІІІ Ступеня, Орденами Трудового Червоного Прапора, «Знак Пошани», медалями, Почесною грамотою Верховної Ради України, Почесною грамотою Кабінету Міністрів України.
Заслужений працівник культури України (1994 р.). Лауреат обласної премії імені Петра Артеменка, міжнародної премії імені Григорія Сковороди, премії Фонду культури імені Дмитра Луценка.